# Onthophagus sellatulus
Onthophagus sellatulus är en skalbaggsart som beskrevs av D'orbigny 1902. Onthophagus sellatulus ingår i släktet Onthophagus och familjen bladhorningar. Inga underarter finns listade i Catalogue of Life.